# Brachytarsina africana
Brachytarsina africana är en tvåvingeart som först beskrevs av Walker 1849.  Brachytarsina africana ingår i släktet Brachytarsina och familjen lusflugor. Inga underarter finns listade i Catalogue of Life.